# La Roche-Blanche, Loire-Atlantique

La Roche-Blanche este o comună în departamentul Loire-Atlantique, Franța. În 2009 avea o populație de 1,074 de locuitori.